# Clifford Grey
Clifford Grey (5 de enero de 1887 – 25 de septiembre de 1941) fue un compositor de canciones, libretista y actor inglés. 
Grey trabajó para numerosos espectáculos representados en Teatros del West End y el circuito de Broadway, siendo libretista y letrista de compositores como Ivor Novello, Jerome Kern, Howard Talbot, Ivan Caryll y George Gershwin. Entre sus canciones más recordadas figuran dos al comienzo de su carrera, en 1916, "If You Were the Only Girl (In the World)" y "Another Little Drink Wouldn't Do Us Any Harm". Entre sus últimos éxitos se encuentran "Got a Date with an Angel" y "Spread a Little Happiness".

## Biografía

### Inicios
Su verdadero nombre era Percival Davis, aunque también fue conocido como Clifford Gray, y nació en Birmingham, Inglaterra, siendo sus padres George Davis, fabricante de látigos, y Emma Lowe. Estudió en la Camp Hill Boys School y en la King Edward VI Camp Hill School for Boys. Finalizada su formación en 1903, trabajó en diferentes actividades, en ninguna de las cuales tuvo éxito. Fue pierrot en un show de variedades y, adoptando el nombre artístico de Clifford Grey, actuó en pubs y salas de baile. Cuando se casó en 1912 había disminuido sus actuaciones teatrales para centrarse en la redacción de letras de canciones utilizadas en los Teatros del West End. Su esposa era Dorothy Maud Mary Gould (1890 o 1891–1940), que también formaba parte de un show de variedades. Tuvieron dos hijas, June y Dorothy, y Grey adoptó además a la hija de Gould. Permanecieron unidos hasta la muerte de Dorothy.
En 1916 Grey tuvo su gran oportunidad como escritor, colaborando con el compositor estadounidense Nat Ayer en The Bing Boys Are Here, una revista que se estrenó en Londres en abril, y que contenía dos de los primeros grandes éxitos de Grey, "If You Were the Only Girl (In the World)" y "Another Little Drink Wouldn't Do Us Any Harm". Colaboró con Ayer en Pell-Mell, The Bing Girls Are There, The Other Bing Boys, The Bing Brothers on Broadway y Yes, Uncle!, con Herman Finck en Hallo, America!, con Ivor Novello y Jerome Kern en Theodore & Co, con Howard Talbot y Novello en Who's Hooper?, con Novello en Arlette (1917) y con Ivan Caryll en Kissing Time. En el último show colaboró con P. G. Wodehouse. Al mismo tiempo, actuó en una docena de películas mudas, entre ellas The Crucible (1914), The Weakness of Strength (1916), Madame Cubist (1916), The Best Man (1917), Carnival (1921) y The Man from Home (1922).

### Años 1920. Broadway y Hollywood
En 1920 Grey fue invitado a viajar a Nueva York por Kern para renovar su colaboración y escribir el musical de Florenz Ziegfeld Sally. Grey permaneció en los Estados Unidos casi el resto de la década, con ocasionales retornos a Londres para trabajar en Phi-Phi (con Henri Christiné en 1922), The Smith Family (con Ayer en 1922), y The Rainbow (con  George Gershwin en 1923). Para Broadway escribió letras y libretos de comedias musicales y revistas. Entre sus colaboradores se incluían Sigmund Romberg, Melville Gideon, Ivan Caryll y Guy Bolton (The Hotel Mouse en 1922), Vincent Youmans en Hit the Deck]] (1927), y Rudolf Friml y Wodehouse en The Three Musketeers (1928), y Ups-A-Daisy con Robert A. Simon .
La llegada del cine sonoro llevó a Grey a Hollywood. Allí colaboró con Victor Schertzinger en el film de 1929 de Maurice Chevalier y Jeanette MacDonald El desfile del amor, y con Oscar Straus en El teniente seductor (1931), participando en diferentes cintas protagonizadas por estrellas como Ramon Novarro, Lawrence Tibbett o Marion Davies. Sus canciones y letras fueron usadas en diferentes películas, escribiendo el guion y las letras de catorce nuevas producciones de Hollywood rodadas entre 1929 y 1931, entre ellas The Vagabond Lover (1929), In Gay Madrid (1930) y El teniente seductor (1931). Tras su muerte, siguieron utilizándose sus canciones, tanto en el cine como en la televisión. Su canción más conocida, "If You Were the Only Girl (in the World)", se escuchaba en películas como Lilacs in the Spring (1954), El puente sobre el río Kwai (1957) y The Cat's Meow (2001), y algunas cintas, tales como Hit the Deck (1955), eran adaptaciones de sus espectáculos. 
En 1929 volvió temporalmente a Londres, donde colaboró con Vivian Ellis en el musical Mr Cinders, el cual tuvo una larga trayectoria en el West End y contenía una de las canciones de mayor fama de Grey, "Spread a Little Happiness". "Spread a Little Happiness" fue versionada en 1982 por Sting, llegando al UK Singles Chart.

### West End, cine y últimos años
De nuevo en Inglaterra en 1932, aunque con intereses en California, Grey se concentró en producciones teatrales y cinematográficas británicas. Su guion para Rome Express (1932), una historia de espías, fue "extremadamente popular en su día, y virtualmente creó un subgénero". Escribió más de veinte guiones para el cine británico, usualmente pata los comediantes de moda de la época, aunque también participó en películas como My Song Goes Round the World (1934), Mimi (1935), una adaptación de La bohème para Gertrude Lawrence y Douglas Fairbanks, Jr., y Yes, Madam? (1940).
A lo largo de la década, Grey tuvo shows en cartel en el West End escritos en colaboración con anteriores socios, pero también con artistas nuevos como Oscar Levant, Johnny Green y Noel Gay. En total, Grey escribió más de 3.000 canciones.
Cuando se inició la Segunda Guerra Mundial, Grey se sumó a la Entertainments National Service Association (ENSA), la cual llevó shows por todo el país y por ultramar para entretener a los miembros de las Fuerzas Armadas. En 1941 estaba presentando un concierto en Ipswich, [cuando la ciudad sufrió un fuerte bombardeo. Grey falleció dos días después en esa ciudad, a los 54 años de edad, como resultado de un infarto agudo de miocardio y un ataque de asma, ambos agravados a consecuencia del bombardeo.

## Filmografía (selección)
- 1914 : The Crucible (actor)
- 1916 : The Weakness of Strength (actor)
- 1916 : Madame Cubist (actor)
- 1916 : A Wall Street Tragedy (actor)
- 1916 : The Heart of a Hero (actor)
- 1916 : A Coney Island Princess (actor)
- 1917 : The Alien Blood (actor)
- 1917 : The Best Man (actor)
- 1919 : The Game's Up (actor)
- 1920 : The Cost (actor)
- 1921 : Carnival (actor)
- 1921 : Dangerous Lies (actor)
- 1922 : The Man from Home (actor)
- 1929 : Devil-May-Care (canciones)
- 1929 : El desfile del amor (letras)
- 1930 : Call of the Flesh (canciones)
- 1930 : Madam Satan (canciones)
- 1930 : The Florodora Girl (canciones)
- 1931 : El teniente seductor (letras)
- 1932 : After the Ball (letras)
- 1932 : For the Love of Mike (guion)
- 1932 : Lord Babs (guion y letras)
- 1932 : Rome Express (guion)
- 1932 : The Midshipmaid (letras)
- 1932 : There Goes the Bride (letras)
- 1933 : Facing the Music(guion)
- 1933 : King of the Ritz (letras)
- 1933 : No Funny Business (letras)
- 1933 : Sleeping Car (letras)
- 1933 : Soldiers of the King (letras)
- 1933 : The Song You Gave Me (guion)
- 1933 : This Is the Life (guion)
- 1933 : You Made Me Love You (canciones)
- 1934 : Doctor's Orders (guion)
- 1934 : Girls Will Be Boys (guion)
- 1934 : Give Her a Ring (guion)
- 1934 : Love at Second Sight Música y letras
- 1934 : Mr. Cinders (guion)
- 1934 : My Song Goes Round the World (guion)
- 1934 : The Luck of a Sailor (guion)
- 1935 : Brewster's Millions (guion)
- 1935 : Charing Cross Road (guion)
- 1935 : Dandy Dick (guion)
- 1935 : Drake of England (guion)
- 1935 : Heart's Desire (letras)
- 1935 : Invitation to the Waltz (guion)
- 1935 : Me and Marlborough (números musicales)
- 1935 : Mimi (guion)
- 1935 : The Student's Romance (guion)
- 1935 : Things Are Looking Up (canción titular)
- 1936 : Accused (letras)
- 1936 : Land without Music (letras)
- 1936 : Queen of Hearts (guion)
- 1936 : Southern Roses (letras)
- 1937 : Boys Will Be Girls (guion)
- 1937 : Pearls Bring Tears (guion)
- 1937 : Sing As You Swing (guion)
- 1937 : The Lilac Domino (letras)
- 1938 : Luck of the Navy (guion)
- 1938 : Premiere (letras)
- 1938 : Yes, Madam? (guion)
- 1939 : An Englishman's Home(guion)
- 1939 : Lucky to Me (guion)
- 1939 : She Couldn't Say No (guion)
- 1939 : The Lambeth Walk (guion)
- 1940 : Band Waggon (canción "The only one who's difficult is you")
- 1940 : The Middle Watch (guion)
- 1941 : My Wife's Family (guion)
- 1948 : Sleeping Car to Trieste (guion)
- 1954 : Hit the Deck (letras)